# Seasogonia arawa
Seasogonia arawa är en insektsart som beskrevs av Young 1986. Seasogonia arawa ingår i släktet Seasogonia och familjen dvärgstritar. Inga underarter finns listade i Catalogue of Life.